# Хойнацкий, Ромуальд

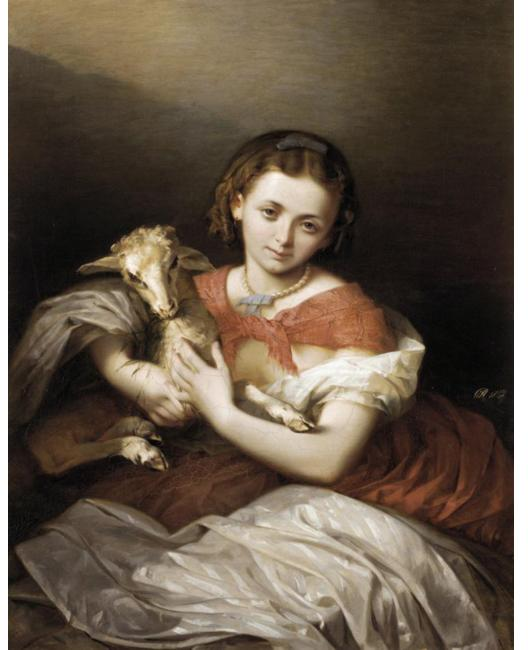
Ромуальд Хойнацкий. Девочка с ягненком. 1867

Ромуальд (Иосиф Петрович) Хойнацкий (пол. Romuald Chojnacki; род. 1818, Варшава — ум. 1885, Одесса) — художник, портретист и религиозный живописец.

## Биография
Поляк. Учился в Варшаве у Александра Кокуляра. Продолжил обучение живописи в Риме, проведя там два года. Был последователем итальянской школы живописи.
После возвращения в Варшаву он принялся за создание портретов и картин на религиозную тематику, в том числе, в 1845 году написал картину «Богоматерь коленопреклоненная». Выставлять впервые свои произведения начал в 1840 г. в Варшаве.
В 1850 году Хойнацкий переехал в Одессу, где он первоначально намеревался оставаться только для кратковременного лечения, но в итоге провёл там на всю свою жизнь.
Был в числе в 1865 г. зачинателей Одесского общества изящных искусств и рисовальной школы, в которой служил преподавателем.
Среди его учеников был и польский художник Станислав Хлебовский.
Участник Первой выставки Одесского общества изящных искусств в 1865 году. Представил на ней две исторические картины: «Эпизод войны за греческую независимость» и «Ян Гус защищает своё учение». Так как наиболее распространенным и востребованным был на выставке жанр портрета, Хойнацкий выставил до десятка выполненных им портретов. Несколько из них имели названия — «Портрет ребенка», «Испанская танцовщица», другие были названы в каталоге просто «Портрет».
Работы этого мастера украшали многие музейные коллекции, к примеру, Строганова («Тайная вечеря»), К. Паскевича («Мадонна»)и т. д.
Среди других картин художника можно назвать «Портрет двух девушек», «Чумаки», «Украина», «Святой Георгий», «Иисус на кресте». Выполнил ряд работ для одного из костелов Одессы. В собрании Одесского художественного музея находятся работы: «Портрет неизвестного.1856»,"Мадонна. 1866" и ещё одна работа «Портрет неизвестного.1866». Последняя работа мастера «Молодая женщина в полный рост», была выставлена в 1883 в Варшаве. Доход от выставки художник передал на нужды Дома Общества изящных искусств польской столицы.